# 2014年昆明火车站暴力恐怖袭击事件
2014年昆明火车站暴力恐怖袭击事件是於2014年3月1日21時17分，在中华人民共和国云南省昆明市昆明火车站发生的一宗以阿不都热依木·库尔班为首，東突恐怖分子组织策划的砍殺无辜平民的恐怖袭击事件。此案共造成平民31人死亡、141人受伤。3月3日下午，官方宣布破案，作案团伙共8人，5名直接参与袭击者中4人被当场击毙，1人被当场击伤抓获，其余3名策划者早於2月27日在云南省红河州个旧市沙甸镇被拘捕。同年9月12日，此案由云南省昆明市中级人民法院审理完毕并宣判。

## 經過

### 事件起因
2013年12月以来，依斯坎达尔·艾海提、吐尔洪·托合尼亚孜、玉山·买买提纠集他人形成恐怖组织，指挥该组织成员为实施暴力恐怖活动在广东、河南、甘肃等地进行暴力恐怖犯罪准备，并共同策划了在昆明火车站进行暴力恐怖活动。
2014年2月27日，依斯坎达尔·艾海提、吐尔洪·托合尼亚孜、玉山·买买提因涉嫌偷越国境在云南省红河州沙甸被捕，拒不供述其组织成员将在昆明火车站实施暴力恐怖犯罪。
2014年3月1日晚，在联系不上被捕3人的情况下，阿卜杜热伊木·库尔班、艾合买提·阿比提、帕提古丽·托合提、阿尔米亚·吐尔逊、盲沙尔·沙塔尔即商定按原计划在昆明火车站实施暴力恐怖活动，五人遂携带作案工具，租车从沙甸到达昆明火车站，开始暴恐袭击事件。

### 事件过程
2014年3月1日晚21时17分，5名（事件发生后不久曾被误作十余名、八名）统一着黑色服装的東伊運恐怖份子持械衝入昆明火车站广场、从火车站临时候车区开始，经站前广场、第二售票区、售票大厅、小件寄存处等地，打出暴恐旗帜，肆意砍杀无辜群众，致31人死亡，141人受伤，其中40人系重伤。警方赶到现场后，对火车站实施封锁。在警察使用三次催泪弹无效後，在北京路永平路交叉口当场击毙4名恐怖分子（3男1女）、击伤抓获1人（帕提古丽·托合提，女）。
被当场抓获的女恐怖份子肩部中弹，送往医院救治。现场留下约300米长的血迹，伤者多集中在售票厅，大多为购票乘车的乘客。

### 伤亡情况
此次袭击共造成31人死亡，141人受伤，其中40人重伤，另有4名歹徒被击毙。在遇害者中包括兩名车站保安员，伤者中亦包括7名民警。事件开始时，火车站广场30多岁的丁姓保安一棍打在一名歹徒身上，瞬间被五名歹徒围住，被乱刀砍死。正在值班的昆明火车站派出所副所长张立元抄起一根木棍，对歹徒喊道：“来砍我！”，同时向人员较少的公交车站跑去。
3月2日凌晨，国家卫生与计划生育委员会派遣北京协和医院、北京大学第三医院、北京天坛医院和四川大学华西医院的9名医疗专家赴昆明指导当地开展伤员救治，并从北京和成都紧急调派四批医疗队、共27名专家，于2日全部抵达昆明，开展指导救援工作。伤员分别收治在昆明的12家医院。

### 事后安全措施与应对
事件发生后，原本应于昆明站停靠的列车被暂时安排到其他站点临时停靠。2014年3月1日21时17分，云南省急救中心接到呼救电话，立即指挥调度救护车辆和医护人员，于21时28分到达现场；共计出动救护车13辆次、派出医护人员80人次转送伤亡人员。1日晚23时起，车站秩序陆续恢复。昆明长水国际机场也紧急提升安保级别。
特警对当地维吾尔族聚居点大树营加强巡逻。
中国其它地区机场亦提升了安防等级，增加了防爆检查。北京、海南、四川、广州等地也对重要场所、交通枢纽、学校等地加强警戒。
时值全国两会，北京召开紧急会议，通报昆明发生的暴力恐怖事件，要求进一步加强首都安保。。2日1时许，受中共中央总书记、国家主席习近平和国务院总理李克强委派，中央政治局委员、中央政法委书记孟建柱3月2日凌晨赴云南昆明指导处置3月1日晚发生在昆明火车站的暴力恐怖袭击事件。
3月2日，昆明火车站秩序基本恢复，有武警持枪驻守巡逻。中国红十字会于当日上午派出工作组赴云南指导云南省红十字会开展应急生命救护，组织无偿献血，调遣心理救援队为受害者家属和受惊吓的群众进行心理疏导和知识传播。
2日早晚，均有市民在昆明火车站站前广场上，摆放鲜花、花圈和蜡烛，向遇难者表达哀思。

### 破案
3月2日凌晨5时，公安部刑事侦查局工作组到达现场后开展侦查工作。经现场勘察、调查访问、法医检验、指纹比对和DNA检验鉴定，查明了在现场实施犯罪的5名暴徒的真实身份，查清了该团伙组织、策划和实施犯罪的过程。
經中华人民共和国公安部组织云南、新疆、铁路等公安机关和其他政法力量四十余小时的追查，2日15时许，三名歹徒在昆明尚义街被擒获。该案于3月3日下午告破。公安部称，该案是以阿不都热依木·库尔班（維吾爾語：ئابدۇرېھىم قۇربان‎）为首的暴力恐怖团伙所为，该团伙共8名，曾在云南个旧的沙甸镇落脚，原计划出境参加“圣战”，到广州未能出境，于是返回云南，计划在红河和昆明火车站或汽车站发动“圣战”。其中三人事发前被警方抓获，其余五人则包车逃至昆明，3月1日晚进入昆明火车站制造了该暴力恐怖袭击事件。这五人中，被警察当场击毙4名、击伤抓获1名（女）。
3月29日，昆明市人民检察院分别以涉嫌组织、领导、参加恐怖组织罪和故意杀人罪，依法批准逮捕昆明暴恐案4名犯罪嫌疑人。
据现场目击者及录像，暴徒身穿印有星月标志的衣服。警方於2日公佈在暴徒的家中搜出的作案工具及旗帜，旗帜上有星月标志。

## 审判
2014年9月12日，中華人民共和國雲南省昆明市中級人民法院對此案進行庭审，並於當日下午進行一審宣判。該院以「组织、领导恐怖组织罪、故意杀人罪」判處被告人依斯坎达尔·艾海提、吐尔洪·托合尼亚孜、玉山·买买提3人死刑及剥夺政治权利终身。被告人帕提古丽·托合提因为懷孕免于死刑，以「參加恐怖组织罪、故意杀人罪」被判處無期徒刑并剝奪政治權利終身。

2014年10月31日，云南省高级人民法院就此案二审宣判，驳回被告人玉山·買買提上诉（四名被告人當中，只有他一个人上訴），裁定维持一审判决。

2015年3月24日，经最高人民法院核准，云南省昆明市中级人民法院依法对"3.01"昆明火车站严重暴恐案中犯有组织、领导恐怖组织罪、故意杀人罪的被告人依斯坎达尔·艾海提、吐尔洪·托合尼亚孜、玉山·买买提3名罪犯执行死刑。

## 各方反应

### 中华人民共和国
- 在3月2日，全国政协十二届二次会议，以及3月4日十二届全国人大二次会议各自举行的新闻发布会上，新闻发言人强烈谴责此次暴力恐怖事件[38][39]。同时这两个会议的全体与会人员均在会上为此次严重暴力恐怖事件中遇难者默哀[40][41][42][43]。

- 据全国政协常务委员、民进中央副主席朱永新在2014年3月14日《新京报》刊文转述，3月11日下午，中共中央政治局常委、全国政协主席、中央新疆工作协调小组组长俞正声在第十二届全国政协常委会第五次会议结束时说：|                                                           | 昆明“3·01”事件以后，有些地方把矛头对准了普通的维族群众，限制维族群众的人身自由，检查住所证件，甚至驱赶相关人员。他愤怒地说，这些都是违反政策的非常愚蠢的做法，正中了暴恐分子的下怀。这种简单化、粗暴化的做法，离间了民族关系，严重影响了民族团结，给暴恐分子可乘之机，这也说明有些领导干部的觉悟还达不到群众的水平。政策和策略是党的生命，希望大家千万注意。 |
| ——朱永新，即席发言，往往点中时弊，《新京报》2014年3月14日 | |

- 3月8日，中国伊斯兰教协会副会长郭承真在全国政协大会代表中国伊斯兰教协会谴责此次袭击，向受害者及其家属致以慰问与哀悼。同时认为此次暴恐事件是暴力恐怖分子破坏民族团结、宗教和睦的大阴谋，建议尽快出台《反恐法》以进一步打击暴力恐怖活动。[45]

- 中国中央电视台[46]、《人民日报》[47]、以及新疆官方等均认为此事件“不是民族问题，不是宗教问题，而是一场维护祖国统一、社会安定、人民幸福的你死我活的斗争。”，并要求严打暴恐分子[48][49][50]。

### 东突厥斯坦独立運動相關組織
- 世界维吾尔代表大会：发言人称攻击平民“没有正当理由”，同时呼吁中国政府透明处理，不要“利用机会镇压维族”。發言人認為「严重的歧视和压制政策导致维吾尔人的心理创伤，可能刺激他们一些人采取这种极端手段。」[51]时任世维会主席热比娅3月4日在加拿大议会称，不认为新疆的激进分子应为此负责，该事件更像是“一群对政府失去希望的人的绝望行动”[52]。
- 突厥斯坦伊斯兰党发布视频表示支持「东突战士」对昆明的袭击，并称实施者为「圣战者」。[53][54]。

### 各国政府与政府间国际组织
此次事件后，包括联合国、欧盟、 上海合作组织、伊斯兰合作组织、阿拉伯国家联盟在内的多个国际组织，和包括俄罗斯、英国、美国、日本、法国、德国等国在内的各国政府普遍通过媒体或外交渠道，向遇难人员表示哀悼、向遇难者家属表示慰问，同时强烈谴责这种严重暴力恐怖行径，表示坚决反对任何形式的恐怖主义。

## 争议

### 网络舆情
事件发生后，中国网络上出现了诸多流言，
包括“多地发生恐怖袭击”、“昆明医院先收钱再收治伤者”、“云南红河州抓获多个恐怖分子”、“昆明长水机场抓获2个新疆人”、“11名嫌犯名单被公佈”、“一名嫌犯逃往贵阳”等。事件中，共有45人被捕，處以行政拘留。
据“美国之音”称，昆明“3.01”事件之后中国当局开始了新一轮打击互联网谣言的行动，对网络空间出现的部分异议声音给予查处和警告，其中包括一些公众人物。中国公安部“打四黑除四害”办公室官方微博3月6日发布消息称，有45人在昆明袭击事件发生之后，因在“互联网上编造、传播谣言，故意制造恐慌情绪，扰乱社会秩序，被依法处以治安处罚。”
演藝人士姚晨因在微博中将中国（昆明）称为“恶之花绽放的土地”被批评至今。3月6日，北京市公安局网络安全保卫总队官方微博“首都网警”发布消息称：“昆明暴恐事件后，接大量网友举报，个别公众人物发布罔顾事实、混淆黑白、伤害人民感情的言论，希望警方处理。”并提醒被举报的李承鹏等公众人物：“作为公众人物，请为自己的言行负责，违反法律法规的，我们将依法处理。”

### 西方媒体报道争议
美国《时代周刊》发表文章《昆明发生暴力袭击案件，中国将其归罪于维族分裂分子》，文章写道“如果发动此次袭击的确实是维吾尔族，那么这次鲜血淋漓的事件将标志着要求自治甚至是从中国独立的冲突中，令人不寒而栗的升级”，并在文中引述根据部分维族人的说法称，“在二十世纪东突厥斯坦（新疆）曾短暂地独立过，直到中国的大军长驱直入”。此文在新浪微博上被中国大陆音乐人高晓松转发，迅速引起大陆网民的批評，原文的评论中有很多大陆网友以中英双语留言，指责美国媒体对于中外发生的恐怖事件拥有双重标准。《时代周刊》网站之后移除了所有评论并将评论功能关闭。
英国广播公司（BBC）在有关报道中，避免直接使用“恐怖袭击”的字眼，也没有以“恐怖分子”来形容行凶者，引起了部分受众对BBC的不满和质疑。对此，BBC官方给出的解释是，“恐怖袭击”或“恐怖分子”这类词语带有强烈的立场和价值判断，使用这些词语违背了BBC不偏不倚的新闻报道原则。这类词语只有在引用他人言论时才会出现，但需加上引号，表明此为发言者立场。BBC在报道有关暴力袭击事件时，主要是采用一些“事实性”的词语，如用“暴力袭击”代替“恐怖袭击” ，用“武装分子” 来取代“恐怖分子”。 
中国人民大学国际关系学院教授金灿荣称：“如果仍对东突等‘疆独’组织的恐怖主义性质做‘睁眼瞎’，难以向世人交代。截至到目前，西方在中国反恐问题上的双重标准非常严重。西方人如果要期待与中国在反恐上的长期合作，就必须从利益角度多掂量一下，他们的表态和支持要更慎重一些。”《人民日报》就部分西方媒体的昆明事件报道发表评论，斥之为“十足的虚伪与冷酷”。3月3日，人民网还就西方媒体对此次昆明事件的报道与对2013年5月22日发生在英国伦敦市郊伍利奇的李·里格比谋杀案（同样是持刀杀人事件）的报道做了对比，批评西方媒体对昆明事件“集体性失明、失聪，或有意识地淡化暴恐同情暴力”。次日，《人民日报》又发文，引用部分人民网网友和外国专家的评论，批评一些西方媒体对昆明事件的报道“阴阳怪气、逻辑混乱，甚至别有用心地挑拨离间”，“背弃了最基本的职业道德，应该深刻反省”。
此外，《人民日报》旗下的《环球时报》还对美国有线电视新闻网（CNN）报道中为恐怖分子打上引号予以批评，形容CNN等少数西方媒体是“裸奔”的“小丑”。不过，有中国大陆新闻业内人士在个人微博分析，CNN事发后第一时间的报道，因为尚未有详细信息披露、明确证据和自采消息源，援引中国官方的说法，直接引语用引号。CNN自己的记者到达现场后，发回有细节的报道，“terror”一词已经没有引号。

### 美国大使馆外交辞令引发争议
美国驻华大使馆官方新浪微博称：“美国谴责这一可怕且毫无意义的在昆明的暴力行为。我们向死难者的家人表示哀悼，并向所有被这场悲剧殃及的人们致以慰问。”但中文措辞不称“恐怖袭击”只称“毫无意义的暴力事件”，引发一些中国网民不满，被认为在对待中方和西方的恐怖活动性质认定时持有双重标准。但美國媒體认为，“毫无意义”是美国政府经常使用的外交辞令，不论是针对盟友英国的遭受的恐怖事件，还是针对美国外交官在利比亚受到的袭击，白宫都曾使用过该词。但是曾任撒切尔夫人顾问的奈尔·加德纳在英国的暴力恐怖事件被美国使用“毫无意义”之后，曾就此批驳“这不是‘毫无意义的暴力’。这是针对英国、美国和所有捍卫人权、自由和西方民主原则的人的恐怖主义残暴行为。”

## 后续事件
3月4日上午，广州地铁5号线发生踩踏事件。两少年在地铁车厢内玩防狼喷雾剂时释放的刺激性气味引起其他车厢无看到真正情况的乘客恐慌，人群争相走避过程出现踩踏事故，多名乘客受轻伤。肇事男子徐某被刑事拘留，杨某则于次日自首。
3月14日下午，成都锦江区上东大街某商场部分员工因误信火灾险情涌出商场奔逃，引发春熙路上数百人狂奔，谣传“砍人”、“地震”、“火灾”等不同说法，不少商场临时关门。当日下午5时许，警方核实，春熙路及周边地区未发生任何危害公共安全的案件，也无人员伤亡。警方於事后逮捕了造谣者李某，另有二人受到治安处罚。
3月15日上午8时30分许，广州天河区沙河街道某服装城保安员擒拿一名小偷时，该小偷为脱身而突然大喊一句：“有人砍人！”致使服装城内的民众误认是出现暴力袭击而争相走避拥上沙河路，警方接报有派出防暴队等到场查看，事件中无人伤亡。